# Самець (притока Горині)
Самець — річка в Україні у Кременецькому районі Тернопільської області. Ліва притока річки Горині (басейн Дніпра).

## Опис
Довжина річки приблизно 9,88 км, найкоротша відстань між витоком і гирлом — 5,65 км, коефіцієнт звивистості річки — 1,75 . Формується декількома струмками.

## Розташування
Бере початок у селі Великі Вікнини. Спочатку тече на південний схід через село Малі Вікнини, далі тече на північний захід через село Борщівку і у селі Передмірка впадає у річку Горинь, праву притоку річки Прип'яті.